# Африканська хартія прав людини і народів
Африканська хартія прав людини і народів — міжнародна регіональна конвенція, що стала основою для кодифікації прав людини і народів на африканському континенті. Прийнята в 1981 р. Асамблеєю глав держав та урядів Організації Африканської Єдності (ОАЄ) і набула чинності 1986 р. після її ратифікації державами-членами. Африканська хартія прав людини і народів іменується також Банжульською хартією (за місцем прийняття — м. Банжул, Гамбія). Містить широкий спектр як соціально-економічних, так і цивільних прав, а також ряд обов'язків людини. Станом на 2009 рік в Хартії беруть участь усі 53 країни-члена Африканського союзу.

## Зміст
Цілі Хартії полягають у запровадженні міжнародних стандартів прав людини з урахуванням специфіки розвитку цих прав у країнах Африки, закріпленні особливих прав народів як важливого інструменту гарантування прав людини. В Африканській хартії прав людини і народів 1981 підкреслюється, що «свобода, рівність, справедливість і гідність є суттєвими цілями для досягнення законних прагнень африканських народів» і вони мають спрямовуватися на «викорінення усіх форм колоніалізму в Африці, координацію і посилення їх співробітництва, зосередження зусиль на досягненні кращого життя…».
Реалізація зазначених цілей має відбуватися через історичну традицію та цінності африканських цивілізації. Висловлено переконання, що «право на розвиток, а також громадянські і політичні права не можуть бути відокремлені від економічних, соціальних і культурних прав як у їх концептуальному, так і універсальному значенні, і що задоволення економічних, соціальних та культурних прав є гарантією для користування громадянськими і політичними правами» (преамбула). В документі подано широкий перелік громадянських, політичних, соціально-економічних та культурних прав і свобод людини, а також прав народів, чим підтверджена прихильність африканських держав принципам прав і свобод людини та народів, які містяться у деклараціях, конвенціях та інших документах ОАЄ, Руху неприєднання, ООН.
Права людини згідно зі ст. 1-18:
- право на рівність перед законом та рівний захист законом;
- право на життя, повагу і гідність;
- заборона всіх форм експлуатації і гноблення людини, включаючи рабство, работоргівлю, тортури, нелюдські або принижуючі гідність види поводження і покарання;
- право на свободу та особисту безпеку, включаючи свободу від свавільного арешту або затримання;
- право бути вислуханим у справі;
- право на презумпцію невинності;
- захист і розумні строки розгляду справи судом;
- право на свободу совісті, інформацію, об'єднання та мирні збори;
- право покидати країну і повертатися до неї;
- свобода пересування і проживання;
- право на політ, притулок;
- право вільно брати участь в управлінні країною і рівного доступу до державної служби та державної власності;
- право на працю, освіту, культуру, захист моральних і традиційних цінностей, що визначаються суспільством.

Крім того, «забороняється масове вигнання осіб, які не є громадянами держави. Під масовим вигнанням розуміється і вигнання національних, етнічних або релігійних груп» (п. 5 ст. 12).
Спеціальний розділ Хартії присвячений надзвичайно широким обов'язкам індивідів з урахуванням особливостей розвитку африканського суспільства: кожний індивід має обов'язки щодо своєї сім'ї, суспільства, держави та інших законно визнаних спільнот і міжнародного співтовариства; права і свободи кожного індивіда повинні здійснюватися з належним урахуванням прав інших, колективної безпеки, моралі та загального інтересу; кожний індивід повинен поважати свого ближнього і ставитися до нього без дискримінації та підтримувати стосунки, що мають на меті забезпечувати і посилювати взаємну повагу і терпимість. Індивід також зобов'язаний: дбати про гармонійний розвиток сім'ї, поважати своїх батьків, підтримувати їх у разі необхідності; слугувати своїй національній спільноті; не вступати у компроміс щодо безпеки держави, громадянином якої він є, або в якій проживає; берегти і посилювати соціальну та національну солідарність, особливо в разі загрози останній; берегти і розвивати африканські культурні цінності у дусі терпимості, діалогу і консультацій; сприяти досягненню африканській єдності (ст. 27—29).
У Хартії окреслено права народів: (ст. 19—24).
- право на рівність;
- право на існування, пов'язане із невід'ємним правом народу на самовизначення і правом на вільне визначення свого політичного статусу та здійснення свого економічного і соціального розвитку;
- право колонізованих або поневолених народів на звільнення від пут панування;
- право на одержання допомоги з боку держав—учасниць Хартії у визвольній боротьбі проти іноземного панування у політиці, економиці і культурі, сферах;
- право вільно розпоряджатися своїми багатствами та природними ресурсами;
- право на законне повернення своєї власності, а також на адекватну компенсацію у випадку її незаконного захоплення;
- право на економічний, соціальний і культурний, розвиток;
- право на рівне користування загальною спадщиною людства;
- право на розвиток;
- право на національний і міжнародний мир та безпеку;
- право на здорове довкілля, сприятливе для розвитку народів.

Своєрідними гарантіями зазначених прав народів є встановлені в Хартії обов'язки держав. Поряд із зобов'язаннями кожної держави-учасниці дотримувати і забезпечувати ці права, в ній виділено два особливих зобов'язання держав щодо сприяння правам народів: обов'язок вживати всіх необхідних заходів для викорінення будь-яких форм іноземної економічної експлуатації, особливо з боку міжнародних монополій, з тим, щоб народи могли одержувати всі вигоди від переваг, які надаються їм національними ресурсами (п. 5 ст. 21);
обов'язок в індивідуального, або колективного порядку забезпечити народам реалізацію їх прав на розвиток (п. 2 ст. 22).

## Африканська комісія з прав людини і народів
Держави—члени ОАЄ зобов'язалися визнати права, обов'язки і свободи, які містяться в Африканській хартії прав людини і народів 1981, і вжити законодавчих та інших заходів для їх здійснення (ст. 1).
З цією метою в липні 1987 створено Африканську комісію з прав людини і народів. Вона складається з 11 членів, які обираються таємним голосуванням Асамблеєю глав держав та урядів ОАЄ; при цьому кандидатами висувають найвідоміших осіб найвищої репутації (ст. 30—31).
Функції Комісії:
1) сприяти правам людини і народів, зокрема:
а) збирати документи, організовувати вивчення і дослідження африканських проблем у сфері прав людини і народів, проводити семінари, симпозіуми і конференції, розповсюджувати інформацію, підтримувати національні і місцеві установи, які зацікавлені у правах людини і народів, висловлювати свої міркування та давати рекомендації урядам;
б) розробляти принципи і норми, спрямовані на розв'язання правових проблем, що стосуються прав людини і народів та фундамент, свобод, на яких африканські уряди можуть засновувати своє законодавство;
в) співробітничати з іншими африканськими та міжнародними установами, які зацікавлені у сприянні та захисті прав людини і народів;
2) забезпечувати захист прав людини та народів на засадах Хартії;
3) тлумачити всі положення Хартії на прохання держави-учасниці, інституції ОАЄ або африканські організації, яка визнана ОАЄ; 
4) здійснювати будь-які інші завдання, доручені Комісії Асамблеєю глав держав та урядів (ст. 45).

## Значення
Африканська хартія прав людини і народів 1981 є першим на африканському континенті регіональним документом, де відображено як загальнолюдські цінності щодо захисту прав і свобод людини у сучасному суспільстві, так і цінності захисту людини, властиві африканським спільнотам, що мають зберігатися і розвиватися. Хартія є також першим міжнародним правовим документом, в якому сформульована система правових норм, що визначає перелік прав народів і встановлює правовий зв'язок між правами народів і державами—учасницями Хартії (механізм здійснення прав людини і народів). Значення документа полягає і в тому, що він сприяє утвердженню прав народів як категорії міжнародного співтовариства шляхом закріплення їх у міжнародному праві.